# 1079
Évszázadok: 10. század – 11. század – 12. század
Évtizedek: 1020-as évek – 1030-as évek – 1040-es évek – 1050-es évek – 1060-as évek – 1070-es évek – 1080-as évek – 1090-es évek – 1100-as évek – 1110-es évek – 1120-as évek
Évek: 1074 – 1075 – 1076 – 1077 –  1078 – 1079 – 1080 – 1081 – 1082 – 1083 – 1084

## Események
- Szaniszló krakkói püspök meggyilkolása.[1]
- II. Boleszláv lengyel király trónfosztása, I. Ulászló lengyel fejedelem trónra lépése (1102-ig uralkodik).
- I. Hugó burgundi herceg lemondásával fivére I. (Vörös) Edó lesz Burgundia hercege (1102-ig uralkodik).
- Constance burgundi hercegnő megalapítja Burgos monostorát.

## Születések
- Pierre Abélard francia skolasztikus filozófus († 1142)
- Horikava császár japán császár
- I. Kilidzs Arszlán szeldzsuk szultán

## Halálozások
- Alice, Hugó francia király lánya
- Adéle, II. Róbert francia király lánya